# 아스카촌 (미에현)
아스카촌(飛鳥村)은 일본 미에현 미나미무로군에 설치되었던 촌이다. 현재의 구마노시의 일부에 해당한다.